# Mesoleptus assimilis
Mesoleptus assimilis là một loài tò vò trong họ Ichneumonidae.